# Партизанський дуб (меморіал)

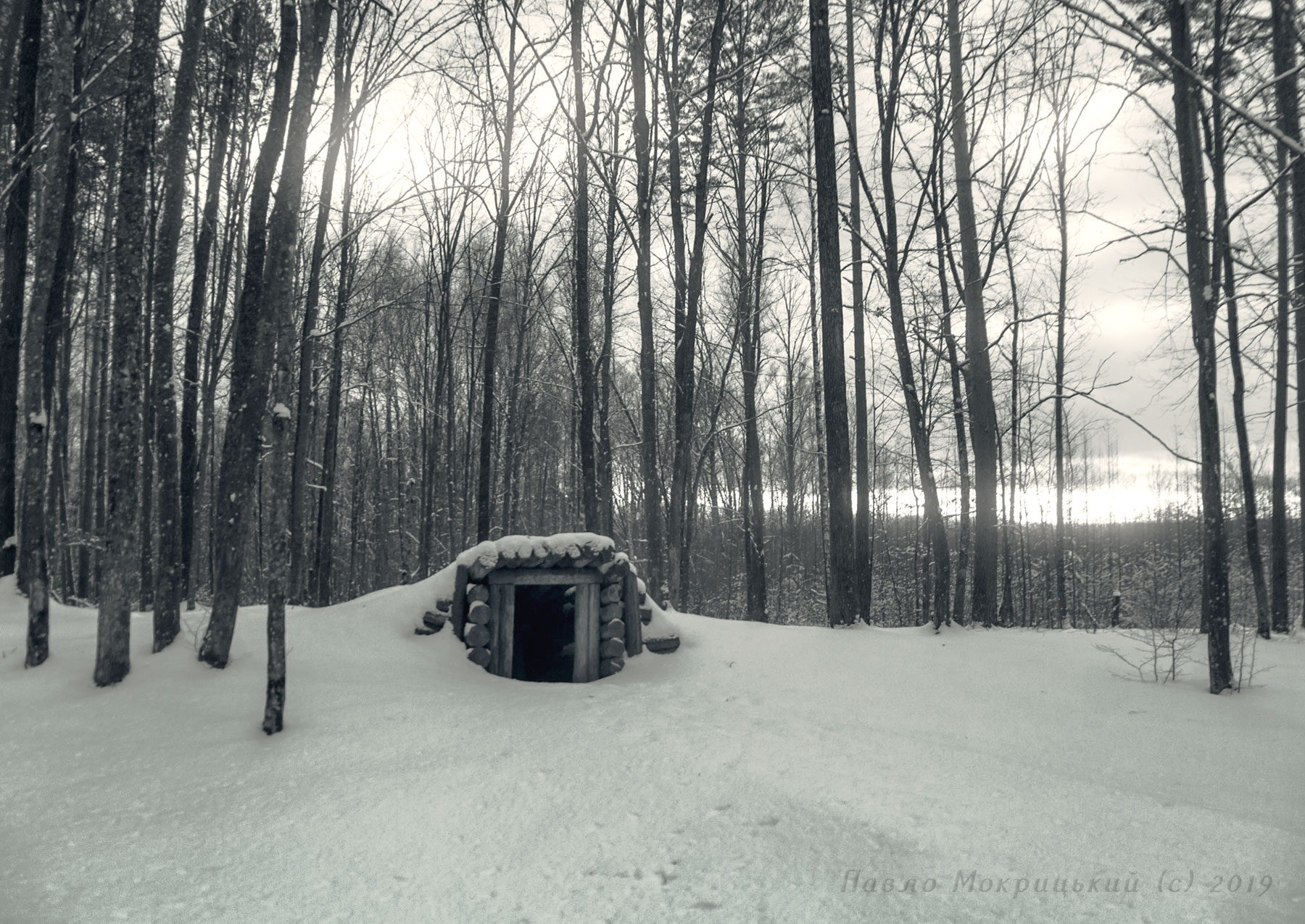
Відновлена землянка

Меморіал «Партизанський дуб» — меморіальний комплекс на честь партизанських з`єднань, розташований на околиці лісового масиву села Курчиця, біля шосе Городниця-Новоград-Волинський (4 км на схід). 

## Опис
До складу меморіалу входять:
1. Пам'ятний знак із двох плит нерівної форми сірого лабрадориту, встановлених на двоступеневому бетонному постаменті, облицьованому плиткою полірованого габро. На плиті справа з тильної сторони (чорний полірований габролабрадорит) кольорове зображення сивочолого партизана (передній план), молодого воїна та жінки (на задньому плані). Сивочолий партизан, міцно тримаючи рушницю, стоїть прямо, голова повернута вправо, чоловік ніби пильно вдивляється вдалину. Зі зброєю в руках молодий воїн та жінка зображені так, неначе кудись поспішають. На плиті зліва з тильної сторони (чорний полірований габролабрадорит) меморіальний напис: ”Партизани Великої Вітчизняної війни – невмирущий символ безсмертя нашого доброго і чесного народу”. На постаменті по обидві сторони встановлено декоративні вази для квітів. До пам’ятки веде алея, викладена бетонними фігурними плитами.
2. Гранітний обеліск полірованого габро у вигляді стовбура й крони дерева, на полірованій, чільній грані якого викарбувано присвятний напис: ”Тут в 1942-1944 роках пересікалися бойові шляхи партизанських з’єднань, які очолювали прославлені командири Ковпак С.А, Федоров О.Ф., Маликов С.Ф., Сабуров О.М., Шитов І.І., Скубко І.Є., Грабчак А.М., Наумов М.І., Андрєєв В.А., Шукаєв М.І.” та прізвища десяти командирів партизанських з’єднань. Обеліск встановлено за 15 м від пам’ятного знаку.
3. Сірий гранітний камінь, що розташований західніше обеліску, встановлений на місці зрізу старого дуба. У роки війни дуб для розвідників та зв’язкових слугував орієнтиром. На камені вмонтовано пластмасову табличку з інформаційним написом. До каменю веде доріжка з живоплоту.
4. Реставрована партизанська землянка, яка збудована із колод дерев. Землянка розташована за 2 м на південний схід від пам’ятного знаку.

## Історія загону
З листопада 1942 року Городницький район (тепер Новоград-Волинський) увійшов до смуги суцільного партизанського краю Полісся. 
На цьому місці під кодовою назвою „Біля партизанського дуба” з листопада 1942 до січня 1944 знаходилося місце зустрічі зв’язкових і розвідників партизанських з’єднань під командуванням В.Андрєєва, А.Грабчака, С.Ковпака, С.Маликова, М.Наумова, О.Сабурова, І.Скубка, О.Федорова, І.Шитова, М.Шукаєва.
Всього в період війни на території району діяло 23 партизанські загони. У партизанських загонах діяли цілі сім’ї – Романчуки із Курчиці, Гапончуки із Таращанки, Василенки із Тупалець, Прокопчуки із Суховолі, Захарчуки із Михіївки та Городниці, Осінські із Федорівки, Лопатюки із Красилівки та багато інших. До лав народних месників підпільники направили 514 чоловік – жителів Новоград-Волинського району, 51 кулемет, понад 400 гвинтівок, 130 тисяч патронів. У складі партизанських загонів і з’єднань, у підпільних організаціях брали учать близько двох тисяч новоград-волинців разом з патріотами колишніх Ярунського та Городницького районів. Яскраву сторінку в літопис війни вклали діти-герої, імена багатьох з яких ще досі не встановлено. 
Розвідники та зв’язкові обмінювалися інформацією про дислокацію та пересування ворожих військ, передавали своїм командирам плани спільних військових операцій, супроводжували в партизанські загони поповнення з місцевого населення. 
Жителі району сформували власні окремі партизанські загони „Перший Волинський” (командир М.Гордєєв), „25 років Радянської України” з’єднання С.Маликова, ім. М.Хрущова з’єднання І. Скубка. 
Тут було сформовано партизанське з’єднання І.Шитова.
1974 року на цьому місці споруджено меморіальний комплекс партизанської Слави «Партизанський дуб».